# Congrés Internacional de Matemàtics de 1924
El Congrés Internacional de Matemàtics de 1924 va ser el setè Congrés Internacional de Matemàtics celebrat de l'11 d'agost al 16 d'agost de 1924 a Toronto, Canadà.
Les aplicacions de les matemàtiques eren encara més evidents amb només dues seccions sobre temes de matemàtiques pures i cinc sobre aplicacions.

## Exclusió
El Congrés Internacional de Matemàtics de 1920 va acabar acceptant una invitació per celebrar el Congrés de 1924 als Estats Units d'Amèrica. Aquesta invitació, feta pels matemàtics nord-americans al Congrés de 1920, es va fer sense l'aprovació de la American Mathematical Society.
Quan l'American Mathematical Society es va adonar que els matemàtics d'Alemanya, Austro-Hongria, Bulgària i Turquia havien de ser exclosos al Congrés, com ho van ser al Congrés Internacional de Matemàtics de 1920, es van negar a donar suport financer al Congrés. El Consell Internacional per a la Ciència es va negar a posar fi a la seva política d'exclusió, així que John Charles Fields va salvar el dia convidant el Congrés Internacional de Matemàtics de 1924 a Toronto.
Alguns matemàtics, com ara G.H. Hardy, va boicotejar el Congrés a causa de l'exclusió dels països "antics enemics".
El boicot va suposar un punt d'inflexió per a l'exclusió als Congressos Internacionals de Matemàtics.
Els comitès organitzadors dels primers Congressos Internacionals de Matemàtics es van formar de manera informal i no hi havia un òrgan únic que supervisava contínuament l'organització dels Congressos.
Després del final de la Primera Guerra Mundial, les Potències Aliades van establir el 1919 a Brussel·les el Consell Internacional de Recerca. A les instruccions del Consell, el 1920 es va crear la Unió Matemàtica Internacional. Aquest va ser el predecessor immediat de l'actual Unió Matemàtica Internacional.
Sota la pressió del Consell, la Unió Matemàtica Internacional va reassignar el Congrés Internacional de Matemàtics de 1920 d'Estocolm a Estrasburg, i va insistir en la regla que excloïa del congrés els matemàtics que representaven les antigues potències centrals.
La regla d'exclusió, que també s'aplicava al Congrés Internacional de Matemàtics de 1924, va resultar força impopular entre els matemàtics dels Estats Units i la Gran Bretanya. El Congrés de 1924 estava programat inicialment per celebrar-se a Nova York, però es va haver de traslladar a Toronto després que la Societat Americana de Matemàtiques retirés la seva invitació per acollir el Congrés en protesta contra la regla d'exclusió. Com a conseqüència de la norma d'exclusió i de les protestes que va generar, el Congrés Internacional de Matemàtics de 1920 i el Congrés Internacional de Matemàtics de 1924 van ser considerablement més reduïts que els anteriors.
En l'organització del Congrés Internacional de Matemàtics de 1928 a Bolonya, el Consell Internacional de Recerca i la Unió Matemàtica Internacional encara insistien a aplicar la regla d'exclusió.
Davant les protestes contra la norma d'exclusió i la possibilitat d'un boicot al congrés per part de l'American Mathematical Society i la London Mathematical Society, els organitzadors del Congrés van decidir celebrar el Congrés Internacional de Matemàtics de 1928 sota els auspicis de la Universitat de Bolonya més que de la Unió Matemàtica Internacional. El Congrés de 1928 i tots els congressos posteriors han estat oberts a la participació de matemàtics de tots els països.
Els estatuts de la Unió Matemàtica Internacional van expirar el 1931 i al Congrés Internacional de Matemàtics de 1932 a Zuric es va prendre la decisió de dissoldre la Unió, en gran part en oposició a la pressió del Consell de Recerca sobre l'Unió Matemàtica Internacional.

## Visió general
Durant el Congrés de 1924, John Fields, com a president del Congrés de Matemàtiques, va proposar la idea d'atorgar a dos matemàtics una medalla d'or per reconèixer els seus èxits destacats per part de la comunitat matemàtica mundial a cada reunió del Congrés.